# Тікілешть (Тулча)
Тікілешть, Тікілешті (рум. Tichilești) — село у повіті Тулча в Румунії. Адміністративно підпорядковане місту Ісакча.
Село розташоване на відстані 200 км на північний схід від Бухареста, 36 км на захід від Тулчі, 123 км на північ від Констанци, 31 км на південний схід від Галаца.

## Населення
За даними перепису населення 2002 року у селі проживали 22 особи, з них 18 осіб (81,8%) румунів. Усі жителі села рідною мовою назвали румунську.